# St. Anthony (Terranova y Labrador)
St. Anthony es un pueblo canadiense situado en la provincia de Terranova y Labrador.

## Superficie
St. Anthony tiene una superficie de 37,46 km².

## Demografía
En 2021, tenía 2180 habitantes, una densidad poblacional de 58,2 hab./km², y 1036 viviendas.